# Анна Орлова
Анна Орлова (латис. Anna Orlova; 23 серпня 1972, м. Рига, Латвія) — латвійська саночниця, яка виступає в санному спорті на професіональному рівні з 1990 року. Ветеран національної команди Латвії з зимових видів спорту, учасник шести зимових Олімпійських ігор, починаючи з 1992 року до 2010 року. А на закаті кар'єри почала здобувати успіхи на світових форумах саночників, починаючи з 2008 року входить в 10-ку найкращих саночниць світу.